# 新潟県薬剤師会
公益社団法人新潟県薬剤師会（こうえきしゃだんほうじんにいがたけんやくざいしかい、英称: Niigata Pharmaceutical Association）は、新潟県知事所管の新潟県の薬剤師を会員とする公益法人。

## 本部所在地
〒950-0941 新潟県新潟市中央区女池1-3-16

## 郡市薬剤師会
- 新潟市薬剤師会
- 下越薬剤師会
- 県央支部
- 長岡市薬剤師会
- 魚沼支部
- 柏崎薬剤師会
- 上越薬剤師会
- 西頸城支部
- 佐渡支部